# The Cold Light of Day
The Cold Light of Day is een Amerikaans-Spaanse actie-misdaadfilm uit 2012, geregisseerd door Mabrouk El Mechri. De film is grotendeels Engels gesproken, maar speelt zich voornamelijk af in Spanje.

## Verhaal
Will komt in Spanje aan, waar hij een lang weekend verblijft bij zijn ouders en broer op een zeilboot. Als hij even voor een boodschap van de boot gaat, is de boot verdwenen bij terugkomst. Als hij de boot verderop weer heeft gevonden, wordt het duidelijk dat zijn familie is ontvoerd. Als Will hulp zoekt bij de lokale autoriteiten, zijn zelfs die niet te vertrouwen. Als zijn vader weer opduikt, vertelt die dat hij door zijn werk (CIA) in een samenzwering is terecht gekomen. Maar als ook zijn vader bij zijn leidinggevende in de val loopt, moet Will alleen verder om zijn familie te redden. 

## Rolverdeling
- Henry Cavill als Will Shaw
- Veronica Echegui als Lucia Caldera
- Bruce Willis als Martin Shaw
- Sigourney Weaver als Jean Carrack
- Joseph Mawle als Gorman
- Caroline Goodall als Laurie Shaw
- Rafi Gavron als Josh Shaw
- Emma Hamilton als Dara Collins
- Michael Budd als Esmael
- Roschdy Zem als Zahir
- Óscar Jaenada als Maximo
- Joe Dixon als Dixon
- Jim Piddock als Meckler
- Fermi Reixach als Carlos
- Lolo Herrero als Reynaldo